# 克劳迪奥·加利
克劳迪奥·加利（義大利語：Claudio Galli，1965年7月12日—），意大利前男子排球运动员。他曾代表意大利国家队参加1988年和1992年夏季奥林匹克运动会排球比赛，分别获得第九名和第五名。